# Hersă

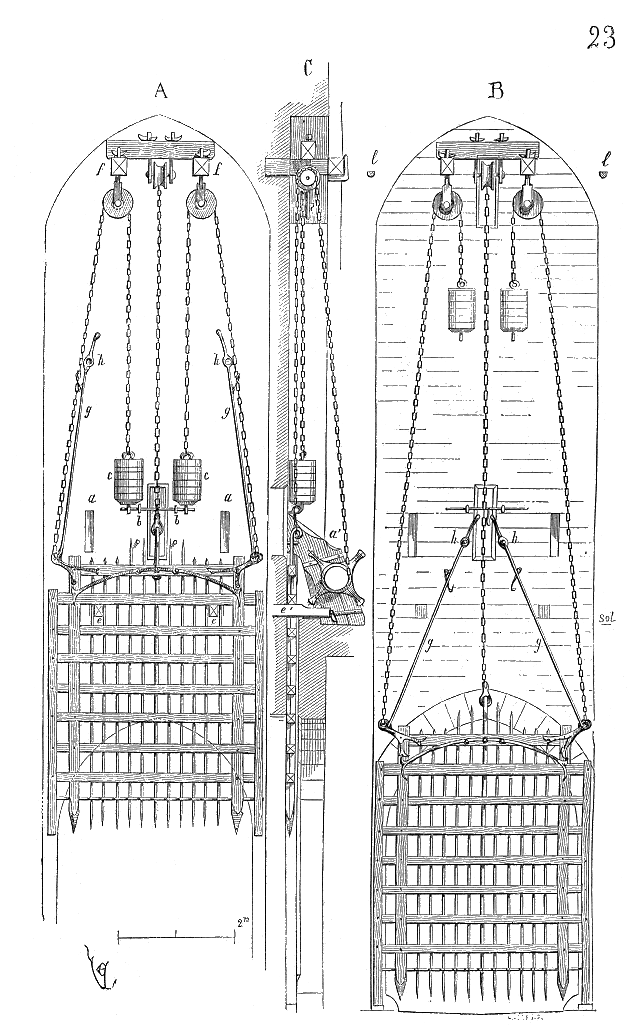

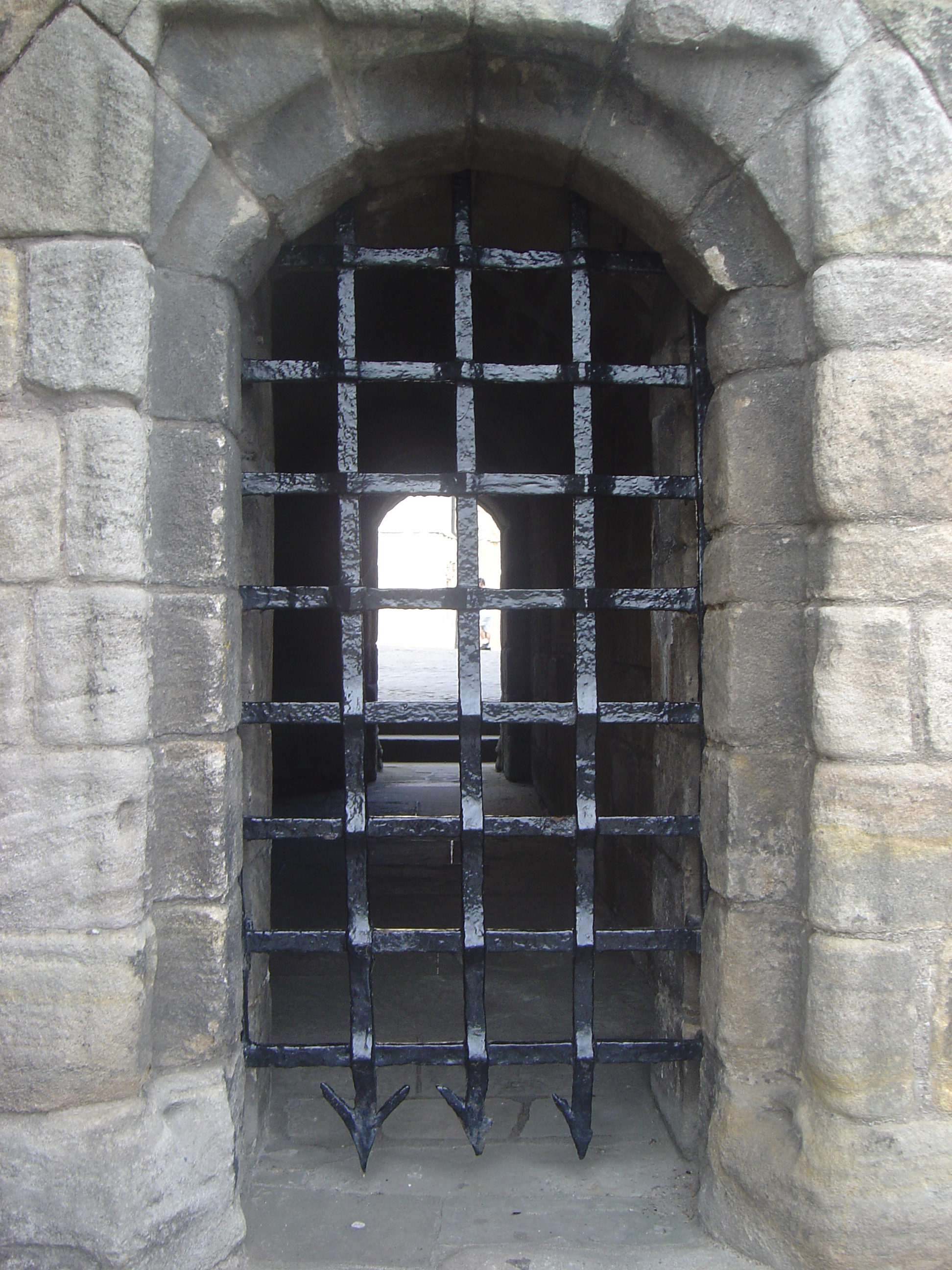

În arhitectura fortificată, o hersă (din franceză herse) este un grătar metalic sau grilaj de lemn care închidea intrarea cetăților medievale, servind ca barieră auxiliară a porții. Hersa aluneca pe verticală într-un șanț special amenajat în ambrazura unei porți sau al unei uși, spre a bara calea atacatorilor care intenționează să pătrundă într-o cetate sau într-un alt edificiu întărit.